# Caproni Ca.48

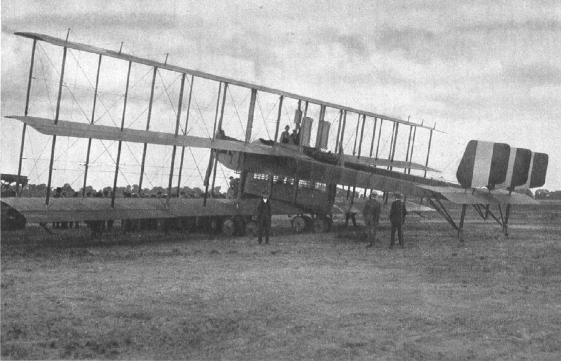
Caproni Ca.48 (1918)

De Caproni Ca.48 was een door het Italiaanse Aero-Caproni gebouwd passagiersvliegtuig geschikt voor 23 personen. De Ca.48 was een directe afgeleide van de Caproni Ca.4 zware bommenwerper uit de Eerste Wereldoorlog. Het ontwerp was een driedekker met drie motoren. Van de buitenste twee motoren liepen beide motorgondels naar achteren door als dubbele staart. Hiertussen bevond zich de romp met achteraan de derde motor met duwpropeller. De passagiersaccommodatie bestond uit een grote cabine verdeeld over twee dekken. Op het onderste dek konden 16 passagiers plaatsnemen op lange banken langs de beide zijkanten met grote ramen. Op het bovenste dek was plaats voor 7 passagiers plus de twee piloten.

## Historie

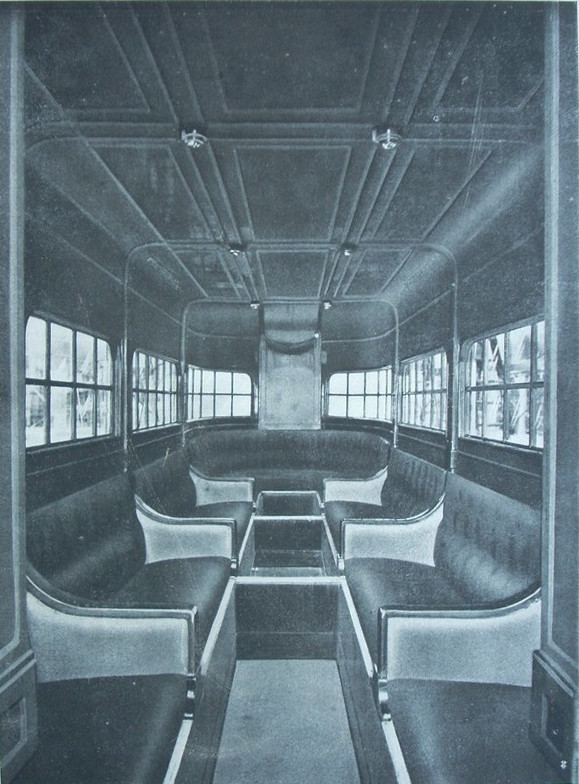
Caproni Ca.48, interieur onderste passagierscabine

Na de Eerste Wereldoorlog verschoof het accent binnen de nog jonge luchtvaart van militaire naar civiele toepassingen. Oorlogsvliegers begonnen met afgedankte militaire toestellen passagiers, post en vracht te vervoeren. Ook de Italiaanse vliegtuigbouwer Aero-Caproni probeerde met de ombouw van de Caproni Ca-4 bommenwerper tot het type Ca.48 verkeersvliegtuig de nieuwe burgerluchtvaartmarkt te bedienen. Op de ELTA luchtvaarttentoonstelling van 1919 in Amsterdam was de imposante Ca.48 met zijn 30 meter spanwijdte en dubbel passagiersdek een grote publiekstrekker.

### Vliegramp Caproni Ca.48 op 2 augustus 1919
Op 2 augustus 1919 verongelukte de Ca.48 tijdens een vlucht van Venetië naar Taliedo (vlak bij Milaan). Volgens ooggetuigen begaven op 900 meter hoogte boven Verona de vleugels het na een hevige flutterbeweging. Er waren geen overlevenden. Het was de eerste burgerluchtvaartramp in Italië en een van de eerste grote ongelukken met een verkeersvliegtuig. Het precieze aantal slachtoffers is, net als de oorzaak, nooit helemaal duidelijk geworden. Verschillende bronnen spreken van tussen de 14 en 17 doden.

## Specificaties
- Type: Caproni Ca.48
- Bemanning: 2
- Passagiers: 23
- Lengte: 13,1 m
- Spanwijdte: 29,90 m
- Hoogte: 6,3 m
- Leeggewicht: 4000 kg
- Maximum gewicht: 7200 kg
- Motoren: 3 × Liberty L-12 watergekoelde V-12, 400 pk
- Propeller: tweeblads
- Eerste vlucht: 1917
- Aantal gebouwd: 44 Ca.4 bommenwerpers, 1 Ca.48 verkeersvliegtuig

Prestaties
- Maximumsnelheid: 140 km/u
- Vliegbereik: 700 km
- Plafond: 3000 m
- Klimsnelheid: 2,1 m/s